# Magyaregres
Magyaregres is een plaats (község) en gemeente in het Hongaarse comitaat Somogy. Magyaregres telt 597 inwoners (2001).